# Fodor Ella
Fodor Ella, 1907-ig Frankfurter Ella névváltozat: Gabriella (Budapest, 1882. december 17. – Budapest, 1960. január 27.) színésznő.

## Életútja
Frankfurter Sándor (1842–1909) férfiszabó, üzletvezető és Schwarz Johanna (Janka) lánya. Szülei ellenezték színésznői ambíciót, azonban a család anyagi gondjai miatt mégis erre a pályára került. 1907-ben végezte el a Színművészeti Akadémiát, onnan Szegedre került Makó Lajos társulatához, ahol a naiva, hősnői és a finom társalgói szerepekben játszott. 1911 szeptemberében Krecsányi Ignác társulatának tagja volt, innen Nagyváradra szerződött, Erdélyi Miklóshoz. 1914. szeptember 1-jétől Miskolcra szerződött Palágyi Lajoshoz.

## Főbb szerepei
- Henri Bernstein(wd): A tolvaj – Marie Louise
- Henry Bataille: A balga szűz – De Charance Diane
- Molnár Ferenc: A testőr – A színésznő
- Molnár Ferenc: Az ördög – Jolán
- William Shakespeare: Rómeó és Júlia – Júlia
- Erkel Ferenc: Bánk bán – Melinda
- Lengyel Menyhért: Taifun – Kerner Ilona
- Bíró Lajos: Sárga liliom – Judit